# Datenreport – Sozialbericht für Deutschland
Der Sozialbericht (ab der Ausgabe 2024, vorher Datenreport genannt) wird von der Bundeszentrale für politische Bildung (bpb), dem Statistischen Bundesamt (Destatis), dem Wissenschaftszentrum Berlin (WZB) und dem Bundesinstitut für Bevölkerungsforschung (BiB), in Zusammenarbeit mit dem Soziooekonomischen Panel (SOEP) des Deutschen Instituts für Wirtschaftsforschung (DIW Berlin), herausgegeben. Er kombiniert Daten der amtlichen Statistik mit denen der Sozialforschung und schafft ein umfassendes Bild der Lebensverhältnisse und der Einstellungen der Menschen in Deutschland. In den einzelnen Kapiteln werden gesellschaftliche Themen beleuchtet: die Bevölkerungsentwicklung beispielsweise, oder aktuelle Veränderungen im Bildungsbereich und auf dem Arbeitsmarkt. Welche sozialen Sicherungssysteme gibt es, wie steht es um die gesellschaftliche Partizipation? Eckdaten über den Gesundheitszustand der Bevölkerung und die Wohn-, Einkommens- und Lebenssituationen in den privaten Haushalten vervollständigen das Bild über das soziale Leben in Deutschland.
Der Bericht richtet sich vor allem an Studierende, Lehrende, Schülerinnen und Schüler und Journalisten, aber auch an Fachleute aus Wissenschaft, Politik, Wirtschaft und Verwaltung.
Neben der Buchausgabe steht der Datenreport (ab 2024 Sozialbericht) – komplett oder kapitelweise – auch als kostenfreie Onlineausgabe auf den Internetseiten der beteiligten Institutionen zur Verfügung.

## Inhalte und Entwicklung
Der Datenreport erschien erstmals im Jahr 1983. In der ersten Ausgabe lag das Hauptaugenmerk darauf wichtige Zahlen und Fakten der amtlichen Statistik in leicht verständlicher Form darzustellen. In der zweiten Auflage 1985 wurde der Datenreport um einen Teil II „Objektive Lebensbedingungen und subjektives Wohlbefinden“ erweitert. Darin wurden Ergebnisse von Umfragen u. a. des Zentrums für Umfragen, Methoden und Analysen (ZUMA), Mannheim, sowie des Deutschen Instituts für Wirtschaftsforschung (DIW), Berlin, verwendet. Damit schlug der Datenreport eine Brücke zwischen den Zahlen und Fakten aus der amtlichen Statistik und den Erkenntnissen der Sozialwissenschaft über subjektive Tatbestände, also Meinungen, Bewertungen und Vorstellungen, die außerhalb des Erhebungsprogramms amtlicher Umfragen liegen.
Die Beiträge im Datenreport sind darauf ausgerichtet, gesellschaftlichen Wandel, d. h. Veränderungen über die Zeit, zu erfassen und zu analysieren. So dokumentiert der Datenreport zum Beispiel seit der Ausgabe 1992 (5. Ausgabe) das Zusammenwachsen des wiedervereinten Deutschlands sowie noch bestehende Unterschiede. Bis heute informiert er über noch vorhandene Disparitäten in verschiedenen Bereichen der Lebensbedingungen sowie über Unterschiede in Verhaltensweisen, Einstellungen und Wertorientierungen, aber auch über die bisher erzielten Erfolge des Vereinigungsprozesses und die sukzessive Angleichung der Lebenslagen in Ost- und Westdeutschland.
Aber auch der erheblich gestiegenen Bedeutung einer international vergleichenden Perspektive trägt der Datenreport Rechnung. Seit der Ausgabe 1999 (8. Ausgabe) liegt ein weiterer Schwerpunkt auf der Rolle Deutschlands in Europa, insbesondere im Kontext der Europäischen Union.
Mit dem Datenreport 2008 wurde die bisherige strikte Zweiteilung des Reports in die Beiträge der amtlichen Statistik und die der wissenschaftlichen Sozialberichterstattung zugunsten einer integrierten, ausschließlich nach Themen strukturierten Gliederung aufgegeben.
Im Datenreport 2013 stand der Blick auf den deutschen Arbeitsmarkt nach den Auswirkungen der Finanzmarkt- und Wirtschaftskrise 2008/2009 im Fokus mit der Verteilung der Einkommen und Armutsrisiken.
Aufgrund der Zuwanderungsbewegungen standen 2016 die Themen Migration und Flucht im Zentrum der öffentlichen Debatten in Deutschland – so auch im Datenreport 2016.
Der Datenreport 2018 beschäftigte sich schwerpunktmäßig mit der Frage Wie leben Kinder in Deutschland? Er untersuchte, in welchen familiären Verhältnissen Kinder aufwachsen, wie sich die sozioökonomische Situation von Eltern auf die Gesundheit ihrer Kinder auswirkt, inwieweit individuelle Bildungswege vom Bildungsstand der Eltern abhängen, wie sich das Freizeitverhalten von Kindern und Jugendlichen je nach Schulform unterscheidet und welche Faktoren das Risiko von Kinderarmut besonders beeinflussen.
Der Datenreport 2021 legt besondere Schwerpunkte auf die Themen Umwelt und Klimawandel sowie die Auswirkungen der COVID-19-Pandemie in Deutschland. 
Darüber hinaus werden in neuen Kapiteln Fakten zur Digitalisierung der Arbeit, prekären Arbeits- und Lebensbedingungen, der Wahrnehmung sozialer Ungleichheit, Kinderreichtum, Binnenwanderung, Internationaler Mobilität sowie Geschlechterrollen und Arbeitsteilung präsentiert.

## Sozialbericht 2024
Ende 2024 geht die insgesamt 18. Ausgabe mit einer Namensänderung an den Start: Aus dem "Datenreport – Ein Sozialbericht für die Bundesrepublik Deutschland" ist der "Sozialbericht – Ein Datenreport für Deutschland" geworden. Diese Neuakzentuierung hebt noch einmal das zentrale Anliegen hervor: Es geht nicht allein um "Zahlen und Fakten", sondern auch um die Interpretation ihrer sozialen Relevanz und damit um die Abbildung der Lebensverhältnisse in diesem Land. Die Anfang 2020 einsetzende Coronapandemie und deren Nachwirkungen sind bis heute in vielen gesellschaftlichen Bereichen zu spüren. Geprägt waren die vergangenen Jahre zusätzlich durch multiple Krisen, darunter nicht zuletzt den seit Februar 2022 andauernden russischen Großangriff gegen die gesamte Ukraine. So enthält die Ausgabe von 2024 auch ein Kapitel zur Situation ukrainischer Geflüchteter in Deutschland. Die Multikrisen verursachen Sorgen und Ängste, die öffentlich diskutiert werden: steigende Lebenshaltungskosten, die globale Sicherheitslage, der Zustand der Demokratie oder die immer drastischeren Auswirkungen des von Menschen verursachten Klimawandels.

## Ausgaben
- 1. Ausgabe 1983: Schriftenreihe Band 195, Bundeszentrale für politische Bildung, Statistisches Bundesamt (Hrsg.), ISBN 3-921352-98-3
- 2. Ausgabe 1985: Schriftenreihe Band 226, Bundeszentrale für politische Bildung, Statistisches Bundesamt (Hrsg.) in Zusammenarbeit mit dem Sonderforschungsbereich 3 der Universitäten Frankfurt und Mannheim, ISBN 3-921352-35-7
- 3. Ausgabe 1987: Schriftenreihe Band 257, Bundeszentrale für politische Bildung, Statistisches Bundesamt (Hrsg.) in Zusammenarbeit mit dem Sonderforschungsbereich 3 der Universitäten Frankfurt und Mannheim, ISBN 3-89331-006-1
- 4. Ausgabe 1989: Schriftenreihe Band 280, Bundeszentrale für politische Bildung, Statistisches Bundesamt (Hrsg.) in Zusammenarbeit mit dem Sonderforschungsbereich 3 der Universitäten Frankfurt und Mannheim, ISBN 3-89331-050-9
- 5. Ausgabe 1992: Schriftenreihe Band 309, Bundeszentrale für politische Bildung, Statistisches Bundesamt (Hrsg.) in Zusammenarbeit mit dem Wissenschaftszentrum Berlin für Sozialforschung (WZB) und dem Zentrum für Umfragen, Methoden und Analysen (ZUMA), Mannheim, ISBN 3-89331-132-7
- 6. Ausgabe 1994: Schriftenreihe Band 325, Bundeszentrale für politische Bildung, Statistisches Bundesamt (Hrsg.) in Zusammenarbeit mit dem Wissenschaftszentrum Berlin für Sozialforschung (WZB) und dem Zentrum für Umfragen, Methoden und Analysen (ZUMA), Mannheim, ISBN 3-89331-201-3
- 7. Ausgabe 1997: Schriftenreihe Band 340, Bundeszentrale für politische Bildung, Statistisches Bundesamt (Hrsg.) in Zusammenarbeit mit dem Wissenschaftszentrum Berlin für Sozialforschung (WZB) und dem Zentrum für Umfragen, Methoden und Analysen (ZUMA), Mannheim, ISBN 3-89331-364-8

Im Internet verfügbar
- 8. Ausgabe 1999: Schriftenreihe Band 365, Bundeszentrale für politische Bildung, Statistisches Bundesamt (Hrsg.) in Zusammenarbeit mit dem Wissenschaftszentrum Berlin für Sozialforschung (WZB) und dem Zentrum für Umfragen, Methoden und Analysen (ZUMA), Mannheim, ISBN 3-89331-422-9, online
- 9. Ausgabe 2002: Schriftenreihe Band 376, Bundeszentrale für politische Bildung, Statistisches Bundesamt (Hrsg.) in Zusammenarbeit mit dem Wissenschaftszentrum Berlin für Sozialforschung (WZB) und dem Zentrum für Umfragen, Methoden und Analysen, Mannheim, ISBN 3-89331-506-3, / online
- 10. Ausgabe 2004: Schriftenreihe Band 450, Bundeszentrale für politische Bildung, Statistisches Bundesamt (Hrsg.) in Zusammenarbeit mit dem Wissenschaftszentrum Berlin für Sozialforschung (WZB) und dem Zentrum für Umfragen, Methoden und Analysen, Mannheim, ISBN 3-89331-597-7, online
- 11. Ausgabe 2006: Schriftenreihe Band 544, Bundeszentrale für politische Bildung, Statistisches Bundesamt (Hrsg.) in Zusammenarbeit mit dem Wissenschaftszentrum Berlin für Sozialforschung (WZB) und dem Zentrum für Umfragen, Methoden und Analysen, Mannheim, ISBN 3-89331-675-2, online
- 12. Ausgabe 2008: Bundeszentrale für politische Bildung, Herausgeber: Statistisches Bundesamt, Wissenschaftszentrum Berlin für Sozialforschung (WZB) und Gesellschaft Sozialwissenschaftlicher Infrastruktureinrichtungen (GESIS-ZUMA), ISBN 978-3-89331-909-1, online
- 13. Ausgabe 2011: Bundeszentrale für politische Bildung, Herausgeber: Statistisches Bundesamt und Wissenschaftszentrum Berlin für Sozialforschung (WZB). In Zusammenarbeit mit dem Sozio-oekonomischen Panel (SOEP) am Deutschen Institut für Wirtschaftsforschung (DIW), ISBN 978-3-8389-7050-9, online
- 14. Ausgabe 2013: Bundeszentrale für politische Bildung, Herausgeber: Statistisches Bundesamt und Wissenschaftszentrum Berlin für Sozialforschung (WZB). In Zusammenarbeit mit dem Sozio-oekonomischen Panel (SOEP) am Deutschen Institut für Wirtschaftsforschung (DIW), ISBN 978-3-8389-7100-1, online
- 15. Ausgabe 2016: Bundeszentrale für politische Bildung, Herausgeber: Statistisches Bundesamt und Wissenschaftszentrum Berlin für Sozialforschung (WZB). In Zusammenarbeit mit dem Sozio-oekonomischen Panel (SOEP) am Deutschen Institut für Wirtschaftsforschung (DIW), ISBN 978-3-8389-7143-8, online
- 16. Ausgabe 2018: Bundeszentrale für politische Bildung, Herausgeber: Statistisches Bundesamt und Wissenschaftszentrum Berlin für Sozialforschung (WZB). In Zusammenarbeit mit dem Sozio-oekonomischen Panel (SOEP) am Deutschen Institut für Wirtschaftsforschung (DIW), ISBN 978-3-8389-7179-7, / online
- 17. Ausgabe 2021: Bundeszentrale für politische Bildung, Herausgeber: Statistisches Bundesamt und Wissenschaftszentrum Berlin für Sozialforschung (WZB). In Zusammenarbeit mit dem Sozio-oekonomischen Panel (SOEP) am Deutschen Institut für Wirtschaftsforschung (DIW), ISBN 978-3-8389-7209-1, / online
- 18. Ausgabe 2024: Bundeszentrale für politische Bildung, Herausgeber: Statistisches Bundesamt und Wissenschaftszentrum Berlin für Sozialforschung (WZB). In Zusammenarbeit mit dem Sozio-oekonomischen Panel (SOEP) am Deutschen Institut für Wirtschaftsforschung (DIW), ISBN 978-3-8389-7264-0, / online